# 音更町
音更町（日语：／ Otofuke chō */?）位於北海道十勝綜合振興局中心區域，位於帶廣市北側。由於鄰接帶廣市，町内擁有大量的住宅區。境內多數區域為平原，僅東側為丘陵。音更川流經城鎮中心，士幌川、然別川分別位於音更川的兩岸，三條河皆由北往南注入十勝川。音更町是北海道內人口最多的町村，在十勝綜合振興局內人口僅次於帶廣市。當地以農業、酪農業為主，生產甜菜、馬鈴薯、豆類和小麥等農產品。而小麥和大豆的種植面積和收穫量在2021、2022年皆為日本第一。
音更町是大豆品種音更大袖的發源地。畜牧業方面，境內的家畜改良中心十勝牧場占地4092公頃，是日本國內12處家畜改良中心中規模最大的。
名稱來自阿伊努語「otop-ke」，意思為頭髮生長；名稱的由來被認為是因為音更川和然別川在此有許多支流，像是頭髮一樣密。

## 人口
| 音更町人口分布圖 |                                               |  |
| 音更町與日本全國年齡別人口分布比較圖 （2005年資料） | 音更町的年齡、男女別人口分布圖 （2005年資料） |  |
| ■紫色是音更町 ■綠色是全国 | ■藍色是男性 ■紅色是女性                       |  |
| 音更町人口變化 \| 1970年 \| 24,118人 \| \| \| 1975年 \| 26,933人 \| \| \| 1980年 \| 31,134人 \| \| \| 1985年 \| 33,970人 \| \| \| 1990年 \| 33,977人 \| \| \| 1995年 \| 37,528人 \| \| \| 2000年 \| 39,201人 \| \| \| 2005年 \| 42,452人 \| \| \| 2010年 \| 45,104人 \| \| \| 2015年 \| 44,807人 \| \| \| 2020年 \| 43,576人 \| \| |                                               |  |
| 資料來源：日本總務省統計中心提供之人口普查數據 |                                               |  |
| 1970年 | 24,118人                                      |  |
| 1975年 | 26,933人                                      |  |
| 1980年 | 31,134人                                      |  |
| 1985年 | 33,970人                                      |  |
| 1990年 | 33,977人                                      |  |
| 1995年 | 37,528人                                      |  |
| 2000年 | 39,201人                                      |  |
| 2005年 | 42,452人                                      |  |
| 2010年 | 45,104人                                      |  |
| 2015年 | 44,807人                                      |  |
| 2020年 | 43,576人                                      |  |

## 歷史
- 1901年：設置音更外二村戶長役場。[6]
- 1906年4月1日：音更村成為二級村。[7]
- 1921年4月1日：音更村成為一級村，同時川上村（現在的士幌町）和鹿追村（現在的鹿追町）從音更村分村。
- 1953年7月1日：改制為音更町。

## 交通

### 機場
- 帶廣機場（位於帶廣市）

### 鐵路
- 曾經有士幌線通過，現已廢線。

### 道路
| 高速道路 - 道東自動車道：音更帶廣交流道 - 長流枝休息區 一般國道 - 國道241號 主要地方道 - 北海道道31號音更池田線 - 北海道道54號東瓜幕芽室線 - 北海道道73號帶廣浦幌線 - 北海道道75號帶廣新得線 - 北海道道133號音更新得線 | 道道 - 北海道道214號川西芽室音更線 - 北海道道239號熊牛音更線 - 北海道道316號上士幌音更線 - 北海道道337號上士幌士幌音更線 - 北海道道415號音更停車場線 - 北海道道498號長流枝內木野停車場線 - 北海道道771號笹川士幌線 |

## 觀光景點
- 十勝川溫泉
- 十勝之丘公園（日语：十勝が丘公園）
  - 花鐘：北海道內最大的花鐘，直徑18公尺。
- 十勝之丘

## 教育
大學
- 带广大谷短期大学

高等學校
- 北海道音更高等學校（日语：北海道音更高等学校）

中學校
| - 音更町立音更中學校 - 音更町立共榮中學校 - 音更町立駒場中學校 | - 音更町立下音更中學校 - 音更町立綠南中學校 |

小學校
| - 音更町立音更小學校 - 音更町立木野東小學校 - 音更町立駒場小學校 - 音更町立下音更小學校 - 音更町立下士幌小學校 - 音更町立昭和小學校 - 音更町立鈴蘭小學校 - 音更町立豐田小學校 | - 音更町立東中音更小學校 - 音更町立西中音更小學校 - 音更町立南中音更小學校 - 音更町立東士狩小學校 - 音更町立東士幌小學校 - 音更町立柳町小學校 - 音更町立綠陽台小學校 |

## 姊妹、友好都市

### 日本
- 輕米町（岩手縣）

## 本地出身的名人
- 流：三角堂樂團主唱。
- 西川隆宏：前「DREAMS COME TRU」樂團鍵盤手。
- 伊福部昭：作曲家，幼年時曾住於音更町，並受到當地阿伊努族音樂的影響。